# PACS (классификация)
PACS (англ. Physics and Astronomy Classification Scheme — «Система классификации для физики и астрономии») — классификатор тем в физике и смежных областях.

## Применение
В научных статьях по физике указываются соответствующие их тематике коды PACS с целью их классификации. В первую очередь коды PACS использовались в выпускаемых Американским физическим обществом (APS) журналах группы «Physical Review», но и в других изданиях они тоже применяются. APS использовало PACS во многих своих внутренних процессах.
Кроме того, классификация статей по кодам PACS используется в научном анализе тенденций в публикациях статей по физике и структуры сообщества учёных.

## История
PACS был разработан международной коллаборацией организаций, связанных с публикацией и индексацией физической литературы, в том числе с участием Международного союза научных объединений (ныне Международный совет по науке). PACS был впервые представлен и начал использоваться в 1975 году; эта первая редакция включала около 1600 тем. Изначально предполагалось, что и дальнейшая работа над классификатором будет происходить на международном уровне, но в действительности его переработкой и дальнейшим развитием занимался Американский институт физики (AIP); в последний раз согласованная на международном уровне редакция PACS вышла в 1991 году. Систематически PACS стал использоваться с 1985 года.
Уже в первые годы существования PACS стало ясно, что ввиду непрерывного развития науки классификатор требовал постоянных обновлений. AIP публиковал обновлённые версии регулярно (всего вышло по меньшей мере 23 редакции). Последняя версия PACS, в которую вошло без малого 5300 тем, вышла в 2010 году. Однако из-за присущих PACS недостатков (неполнота, дублирование тем, ограничения формата и общая неприспособленность к современной цифровой среде) AIP решил отказаться от его использования и перестал выпускать его новые версии, создав вместо него новый тезаурус по физике; для нужд астрономии несколько организаций совместно разработали отдельный тезаурус — Unified Astronomy Thesaurus. APS заменило PACS новым классификатором PhySH. Тем не менее, например, «Успехи физических наук» продолжают использовать PACS.

## Структура
Структура PACS — иерархическая. На первом, наивысшем уровне классификации все темы разделены на 10 больших областей, расположенных приблизительно в порядке возрастания характерного масштаба длины:
- 00 — общие темы
- 10 — физика элементарных частиц и полей
- 20 — ядерная физика
- 30 — атомная и молекулярная физика
- 40 — электромагнетизм, оптика, акустика, теплопередача, классическая механика и гидродинамика
- 50 — физика газов, плазмы и электрических разрядов
- 60 — конденсированное состояние: структурные, механические и тепловые свойства
- 70 — конденсированное состояние: электронная структура, электрические, магнитные и оптические свойства
- 80 — междисциплинарная физика и смежные области науки и техники
- 90 — геофизика, астрономия и астрофизика

Каждая область, в свою очередь, подразделяется на более узкие области, образуя второй уровень классификации, и так далее; конкретные темы располагаются на третьем, четвёртом или пятом уровне классификации.

### Формат кода
Каждая тема в PACS имеет свой код. Код темы представляет собой три пары символов, разделённых точками — две пары цифр и буквенно-символьное обозначение.
Первая цифра кода определяется тем, к какой области на первом, наивысшем уровне классификации относится тема. Первая пара цифр кода составляет код области второго уровня. Обе первые пары вместе определяют область третьего уровня, и у такой области есть собственный полный код, в котором последний символ — строчная буква латинского алфавита (в ранних версия классификатора игравшая роль контрольной суммы), а предпоследний зависит от наличия более детального, четвёртого уровня классификации: это плюс, если его нет, или минус, если он присутствует. В последнем случае коды тем четвёртого уровня включают прописную букву на месте этого минуса. Если присутствует ещё более детальная классификация, то последний символ кода четвёртого уровня — минус, который заменяется различными буквами в кодах тем пятого уровня (эти коды записываются строчными буками и курсивным начертанием).
Регистр букв и курсивное или полужирное начертание не являются необходимыми элементами кодов, но помогают определить уровень, к которому относится код.

### Примеры кодов
Все коды в примерах на первом уровне классификации относятся к области 70 — конденсированное состояние.
- 73.22.Pr. Здесь 73 означает «электронная структура и электрические свойства поверхностей, тонких плёнок и низкоразмерных структур» (второй уровень классификации), 73.22 — «электронная структура наномасштабных материалов и родственных систем» (третий уровень; этой теме соответствует собственный код 73.22.−f), и полный код (четвёртого уровня классификации) 73.22.Pr означает «электронная структура графена».
- 74.45.+c. 74 означает «сверхпроводимость», 74.45 означает «эффекты близости; андреевское отражение; SN- и SNS-переходы», и полный код относится к этой же теме, находящейся на третьем уровне классификации.
- 74.25.nj. Третий уровень 74.25 — «свойства сверхпроводников» (собственный код 74.25.−q, минус либо дефис указывает на наличие дальнейшей классификации), четвёртый уровень 74.25.N− «отклик на электромагнитные поля», пятый уровень 74.25.nj «ядерный магнитный резонанс».